# Thundorf (Osterhofen)
Thundorf ist ein Ortsteil der Stadt Osterhofen im niederbayerischen Landkreis Deggendorf

## Lage
Das Pfarrdorf liegt unmittelbar an der Donau, gegenüber von Niederalteich und unweit der Isarmündung.

## Geschichte
Thundorf wurde erstmals 866 erwähnt und kam 883 als Tuomtorf in den Besitz von Kloster Niederaltaich. 907 wurde Thundorf durch die Hunnen verwüstet. Seit Anfang des 13. Jahrhunderts besaß der Ort eine Kirche. Ursprünglich Filialkirche von Schwarzach bei Hengersberg, wurde sie 1261 der Pfarrei Aicha an der Donau unterstellt und im 16. Jahrhundert dem Kloster Niederaltaich inkorporiert.
Thundorf wird 1588 als offene Hofmark im Landgericht Osterhofen erwähnt. 1626 suchte die Pest das Dorf heim. 1742 und 1743 wurde es im Österreichischen Erbfolgekrieg mehrfach geplündert. 1743 funktionierte man das bisherige Mesnerhaus zum Pfarrhof um.  Am 17. Juli 1755 brannte die Kirche nach einem Blitzschlag nieder. Von 1755 bis 1759 wurde die neue Pfarrkirche unter Abt Ignaz Lanz erbaut.
Nach Aufhebung des Klosters Niederaltaich im Zuge der Säkularisation in Bayern wurde Thundorf 1807 zur Filiale der Pfarrei Niederalteich gemacht und von einem Kooperator betreut. 1873 erfolgte die Erhebung zur Expositur, 1909 zur Pfarrei.
Bei der Bildung der politischen Gemeinden 1818 gelangte Thundorf zur Gemeinde Aicha an der Donau und verblieb bei dieser bis zur Eingemeindung in die Stadt Osterhofen am 1. Mai 1978.
Thundorf wurde früher fast jedes Jahr von der Donau überschwemmt. Während der Sommermonate kann man mit der Fahrradfähre Altaha auf das andere Donauufer bei Niederalteich übersetzen. Thundorf liegt direkt am Donauradweg und es endet hier der rechte Arm des Isarradweges, daher ist das Dorf Ziel und Durchgangspunkt vieler Radreisender.

## Sehenswürdigkeiten
Die Wallfahrtskirche Maria Himmelfahrt und St. Quirinus aus dem Jahr 1755 besitzt eine einheitliche Ausstattung im Stil des Rokoko. Benjamin Schreiter schuf die Stuckaturen und plastischen Arbeiten. Die Freskomalereien sowie Altarblätter stammen von Franz Anton Rauscher. Sie stellen Maria und die verschiedenen Martern des heiligen Quirinus dar. Die Wallfahrt nach Thundorf ist schon seit dem 11. Jahrhundert belegt und wurde von der Benediktinerabtei Niederaltaich betreut. Jährlich pilgern immer noch Wallfahrer zum hl. Quirin nach Thundorf.
Seit 1987 gibt es einen Tennisclub.

## Bildung und Erziehung
In Thundorf befindet sich der Kindergarten St. Christophorus, der nach der Schließung der Grundschule eingerichtet wurde.